# Willye White

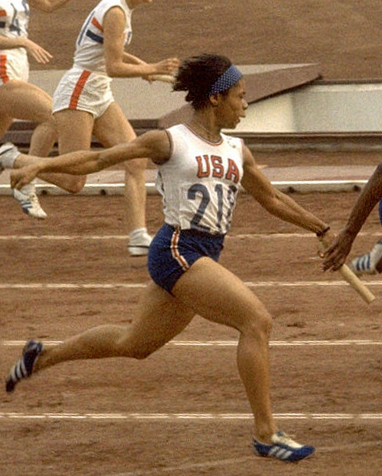
Willye White, 1964

Willye White (* 1. Januar 1939 in Money, Mississippi; † 6. Februar 2007 in Chicago, Illinois) war eine US-amerikanische Leichtathletin, die zwischen 1956 und 1972 im Weitsprung erfolgreich war. Sie startete für die Tennessee State University und wurde trainiert von Ed Temple.
White nahm an fünf Olympischen Spielen teil und gewann zwei Silbermedaillen:
- 1956 in Melbourne: Silber im Weitsprung mit 6,09 m hinter der Polin Elżbieta Krzesińska (Gold mit 6,35 m) und vor der Georgierin Nadeschda Dwalischwili (Bronze mit 6,07 m)
- 1964 in Tokio: Silber über 4 × 100 m (White als Startläuferin) mit den Teamkolleginnen Wyomia Tyus, Marilyn White und Edith McGuire in 43,92 s hinter Polen (Gold in 43,69 s) und vor Großbritannien (Bronze in 44,09 s)

Bei ihren übrigen Olympiateilnahmen kam sie im Weitsprung nicht ins Finale.
Dafür konnte sie dreimal bei den Panamerican Games eine Medaille gewinnen:
- 1963 in São Paulo Gold (6,15 m),
- 1959 in Chicago Bronze (5,70 m)
- 1967 in Winnipeg Bronze (6,17 m)

Willye White wurde 34 Mal in die Nationalmannschaft berufen und vertrat ihr Land elfmal in Folge beim Länderkampf USA – UdSSR. Sie gewann 12 AAU-Meisterschaften und stellte 7 Landesrekorde im Weitsprung auf. Ihre persönliche Bestweite ist 6,55 m.
Sie wurde in die Black Sports Hall of Fame sowie die Woman’s Sports Foundation Hall of Fame aufgenommen. Im Jahr 1991 gründete sie die Willye White Foundation, deren Aufgabe die berufliche und soziale Förderung junger Mädchen ist.